# アメリカ合衆国の文化
アメリカ合衆国の文化（アメリカがっしゅうこくのぶんか、英語: Culture of the United States）とは、アメリカ社会やアメリカ人の価値観、それに関連する制度や法律、生活、習慣をまとめて指す言葉である。 
具体的には、アメリカの思想や言論、宗教、科学技術、理論知識、食文化、祭り、文学、音楽、娯楽、視覚芸術、舞台芸術、社会現象などの総称を指す。また、アメリカの文化は多面性を持っているため、大衆文化（ポップカルチャー）や高雅な文化（ハイカルチャー）に分けられるほか、さまざまな（亜文化）サブカルチャーも存在している。
日本語では、これを米国文化やアメリカン・カルチャーなどとも呼ばれる。

## 特徴

### 価値観
ブリタニカ百科事典によれば、アメリカ大陸の初期の文化はアメリカ先住民が作り上げたネイティブ・アメリカン文化であった。しかし、その後のアメリカ文化にはヨーロッパの影響が強く現れており、これは欧州大陸からの移民や植民地時代の影響が大きかったためである。今、アメリカは民主国家や西側諸国、資本主義国の一員として、欧米圏をリードする存在となっている。 
一方で、米国建国後、奴隷として扱われた多くの黒人や先住民の人々は白人社会に強く立ち向かい、特権階級の影響力を弱めるために行われた社会運動を通じて、1960年代から1980年代にかけて少しずつ法的・社会的平等を勝ち取った。過去の不平等の過ちを繰り返さないために、現代アメリカでは「ポリコレ」を徹底し、すべての国民を平等に扱い、合衆国の一員として尊重することが何よりも大切にされている。また、特定の文化団体や政治勢力が権力を独占することも厳しく規制されている。　 
- アメリカの哲学と思想は、
アメリカ独立戦争およびフランスの啓蒙思想を源流とし、自由主義、個人主義、そして限定政府の理念を重んじている。『権利章典』や再建期における憲法修正条項もその基盤を成し、『合衆国憲法修正第1条』に基づき、米国は世界で最も言論の自由が保障されている国とされる[12][13][14][15]。また、アメリカ人が世論では「言論の自由」や「インターネット利用権」を強く支持しており[16][17]、さらに社会的弱者が尊厳をもってアメリカ社会に生きることができるように、ホワイトハウスの公式サイトによる統計に基づけば、アメリカ人は特に進歩的な価値観を包容している[18][19][20][21][22][23][24]。
- アメリカの倫理と法律は、
イギリスの『コモン・ロー』を基盤とする。米英両国は長年にわたり共通の法的伝統の下で発展してきたため、アメリカはイギリスをはじめ、カナダ、オーストラリア、ニュージーランドといった英語圏の白人民主国と深い結びつきを持ち、これらの国々とともに軍事同盟「ファイブ・アイズ」を結成している[25]。また、米国人は自己表現を重んじ、それを国の象徴的な価値観として世界へと発信し続けている。さらに、イギリス文化とは異なり、アメリカ文化には世俗的合理主義（資本主義、反君主制、反権威主義）と米国伝統主義（高い出生率、プロテスタントの信仰、愛国心）が併存している[26][27][28]。

したがって、米国人はアメリカという国が単なる享楽主義や消費主義に偏った国であるだけでなく、哲学や倫理をも重んじる国であると考えている。

### 多民族共存と多様性
アメリカ文化のもっとも顕著な特徴は、世界中の様々な文化が1つの国の中で共存している点にある。
- そのため、米国社会はしばしば「小さな地球」とも称されている[29][30][31][32]。
- この文化の形成には、米国国内の歴史や地理、人種構成が深く関わっており、さらに移民の流入、世界経済の動向、流行の変遷といった外的要因の影響を受けながら、独自のアメリカ文化が築かれてきた。
- 1776年の建国以来、アメリカは常に各国からの移民の影響を受け続けており、「どの国」からの移民が多いかによって、アメリカ文化は自然と「その国」の文化に近づく傾向がみられている。
- 地球上のほかの国々とは異なり、米国文化は古来より一貫した伝統に根ざしたものでは無く、時代の流れとともに絶えず変化しつづける。かつて「当然」とされた価値観が現代では「差別」とみなされたり、現在は「低俗」とされる文化が、将来には「センス良いモノ」として脚光を浴びたりすることも珍しくない。

米国社会においては「自由」「民主制」「多様性」といったキーワードが日常生活やメディアを通じて繰り返し登場し、米国人は知らず知らずのうちにそれらの価値観を自然に受け入れてきた。かれらはまた、自由・民主制・多様性をアメリカの精神的核心として、映画や音楽、ゲーム、漫画、ドラマ、小説といった米国産の文化商品にその価値観を色濃く反映させ、外国人に対してもその理念を強調し続けている。 
例えば、米国はかつて「文化のるつぼ」（Melting Pot）と広く称されていたが、1960年代以降、文化の多様性が高まるにつれて、米国人は自らの社会を「サラダボウル」（Salad Bowl）と表現するようになった。この表現は、各人種や移民がサラダの中の野菜のように、それぞれの個性や見た目を保ちながらも、米国の法律というドレッシングで一つに結束されていることを意味する。また、これらの多様な民族が円滑にコミュニケーションを取るため、アメリカ英語が共通語として広く使用されている。 
さらに、アメリカ文化は非常に親しみやすく、アメリカに一度も住んだことが無い人でも、その文化の中に自らの価値観と共鳴する部分を多く見つけることが出来る。外国人は米国人や米国製のものを観察することで、その考え方を自然に理解し、またその内に秘められた「善・愛・慈悲」といった価値観を深く感じ取ることができる。加えて、アメリカ国内の50州においては、人種や民族、宗教、性別、教育、思想、経済的地位などの交差することによって、何百種類もの価値観が生まれており、アメリカ人はわざわざ海外へ行かなくても、国内で多様な価値観を持つ外国人と触れ合うことができる。 
最後に、アメリカの流行文化や娯楽文化の外国への影響力は非常に強大で、人々の感動や共鳴を引き起こしやすい。このため、1970年代以降、米国は世界から「文化の超大国」として称賛されるようになった。

## 歴史

### 起源・発展・拡散

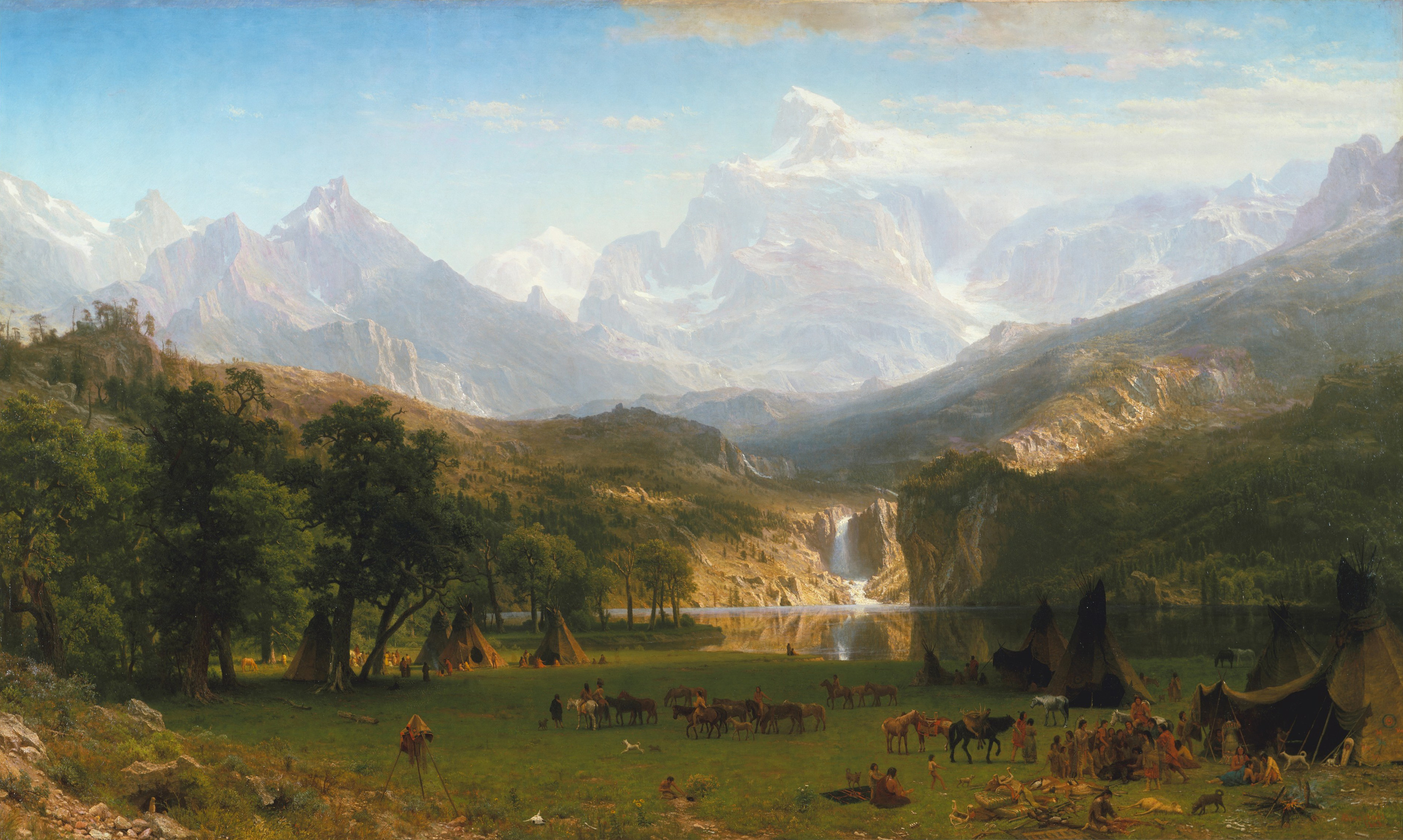
『ロッキー山脈、ランダーズ・ピーク』（1863年）／メトロポリタン美術館所蔵。ドイツ系アメリカ人のアルバート・ビアスタット作

アメリカ合衆国におけるヨーロッパ的起源は、イギリスおよびスペインの統治下にあった北アメリカ植民地時代に遡る。
17世紀当時、ブリテン諸島の諸民族の中でもイングランド王国出身の移民は圧倒的多数を占めており、1700年時点で北米植民地全体の人口25万人において、主たる民族集団を形成していた。 このイングランド系住民は、米国という国の形成において、文化的・社会的思潮や国民的気質の基盤を築くうえで、中心的な役割を果たした。
最初の1790年国勢調査によれば、総人口390万人のうち、およそ47.9％をイングランド系が占めていた。白人のみに限定すれば、その60％がイングランド系に属し、他にはウェールズ系（3.5％）、スコッチ・アイリッシュ（8.5％）、スコットランド系（4.3％）、アイルランド系（4.7％）、ドイツ系（7.2％）、オランダ系（2.7％）、フランス系（1.7％）、スウェーデン系（2％）などの系譜が見られる。各植民地におけるかれらの人口比率は、ペンシルベニアにて約30％、マサチューセッツでは85％にも達していた。1720年代から1775年にかけては、ドイツ系（10万人以上）およびスコッチ・アイリッシュ（25万人）といった、非イングランド系の大規模な移民が流入し、米国文化にさらなる多様性と豊穣を加えることとなった。 
トーマス・ジェファーソンの唱えた民主主義思想は米国文化における根本的な革新であり、今日に至るまで、米国の精神的中核をなしている。ジェファーソンの著した『バージニア覚書』では、アメリカ人自身による初の本格的かつ影響力のある文化批評とされ、ヨーロッパ知識人の一部が唱えていた「人間を含むアメリカの動植物は、全て欧州の劣化版」との見解に対する有力な反駁として書かれたものである。 
非先住民文化の影響としては、ドイツ、アイルランド、イタリアからの移民がもたらした文化が特筆される。ドイツ系は全米各地に広まり、アイルランド系およびイタリア系は主として北東部に定着した。また、日本からの移民は主にハワイに移住し、同地の文化形成に寄与した。
ラテンアメリカ文化は旧スペイン領を中心に色濃く見られるが、移民を通じて他地域にも伝播し、さらにアジア系アメリカ人の文化も北東部および西海岸を中心に広がっている。カリブ諸島からの移民も増加し、都市部を中心にその存在感を高めている。奴隷制度の廃止以後、カリブ地域はアメリカにおける初期かつ最大規模の黒人移民の供給源であり、教育、音楽、スポーツ、娯楽といった分野において、極めて重要な文化的貢献をなしてきた。 
一方、先住民の文化もまた、保留地および都市部のコミュニティにおいて、今なお力強く息づいている。伝統的な統治制度や共同体財産の管理体制は、現代においては「インディアン保留地」として法的に保護・運営されている。特にオクラホマ州、アリゾナ州、サウスダコタ州などの西部地域には、大規模な保留地が存在する。 
ヨーロッパ人との接触以後、先住民文化の命運は多様である。たとえば、アメリカ領カリブにおけるタイノ文化は現在、復興の途上にあるが、タイノ語をはじめとする多くの先住民言語は既に失われている。対照的に、ハワイ語とその伝統文化は、1898年の併合以前より本土からの移民やアジア系移民との共存を通じて、今日に至るまで存続しており、サーフィンやアロハシャツといった文化要素は、主流アメリカ文化の一端を成すに至っている。現在、アメリカ合衆国の領土内に固有の言語の多くは、いずれも絶滅の危機に瀕している。　　　
アメリカ文化は、保守主義とリベラルの諸要素が共存していて、科学的探究心と宗教的情熱、政治的枠組み、冒険心と自由な表現、さらには物質主義と倫理観といった側面を内包しながら成り立っている。個人主義や平等主義、自由および共和主義への信念といった理念は一貫して存在するものの、その表現は地理的広がりと多様な人口構成により、極めて多彩である。
アメリカ合衆国は、文化と民族の「るつぼ」として知られ、世界最大規模の移民流入によってその姿を形づくられてきた。数多の民族的背景、伝統、価値観が共に息づいており、その文化的影響力は世界に広く及んでいる。このような現象は、しばしば「アメリカ化」と称される。

### 合衆国における11の地域文化圏
文化地理学者コリン・ウッドワードによれば、アメリカ合衆国には、北米の先住民、開拓民コンミュニティ、そして植民の歴史に由来する、合計11の文化圏が存在するとされている。こうした多様な文化圏の存在は、まさに「合衆国」という国名が象徴する多様性を体現している。
東部では、北から南にかけて以下のような文化圏が広がっている：
1. ニューイングランドのピューリタン（清教徒）系地域（「ヤンキードム」）は、北部五大湖地域からミシシッピ川およびミズーリ川の北部流域にまで及んでいる。
2. ニューヨーク都市圏には、オランダ系の「ニュー・ネーデルラント」文化圏が存在する。
3. 「ミッドランド」文化圏はペンシルベニアから五大湖の南部、さらにミシシッピ川を越えた上部中西部へと広がっている。
4. 「グレーター・アパラチア」はウェストバージニアから中西部南部を経て、ミシシッピ川を越えたアーカンソー州南部、オクラホマ州南部へと斜めに広がっている。
5. 「ディープ・サウス」はカロライナ州からフロリダ州、さらに西のテキサス州にかけて分布している。

西部では、以下のような文化圏が存在する： 
1. スペインにより植民された南西部の「エル・ノルテ」地域
2. 19世紀にヤンキーおよびアパラチア上部出身者によって急速に開拓された「レフト・コースト（左海岸）」
3. 広大ではあるが人口密度の低い「内陸西部」

南部は時に「バイブル・ベルト（聖書地帯）」と呼ばれ、社会的に保守的な福音派プロテスタントがこの地域の文化において大きな存在感を持っている。全宗派を通じたキリスト教の教会出席率は、この地域では全国平均より高い。 この地域は、一般に以下のような地域と対比される：
1. 北東部のメインライン、プロテスタントおよびカトリックが共存する
2. 宗教的に多様な中西部および五大湖地域
3. ユタ州およびアイダホ州南部におけるモルモン信仰の拠点「モルモン回廊」
4. 比較的で世俗的なアメリカ西南部

なお、宗教を持たない人々の割合は、バーモント州（北東部・ニューイングランド）で34％と最も高く、対照的にアラバマ州（バイブル・ベルト内）では6％である。アメリカでは、強い文化的差異が歴史的に存在してきた。たとえば、南北戦争以前の南部における奴隷制社会がその一例である。北部と南部の間には社会的・経済的な緊張が激しく存在しており、その結果として南部諸州はアメリカ連合国（CSA）として独立を宣言。これがアメリカ南北戦争の引き金となった。　　

## 言語における文化
アメリカ合衆国には連邦レベルで公用語の定めはないが、28の州で英語を公用語とする法律が制定されており、事実上の国語とみなされている。2000年の国勢調査によると、アメリカ人の97%以上が英語を流暢に話し、81%の家庭では英語のみが使用されている。アメリカ英語には多くの地域方言があり、イギリス英語やその他の英語とは異なる独自の特徴を持つ。北部、中部、南部、西部の4つの主要な方言圏があり、ニューヨーク市、フィラデルフィア、ボストンなどの大都市には、それぞれ特有の方言が存在する。また、地域色の薄い標準的な発音として「ジェネラル・アメリカン（General American）」があるとされ、イギリス英語における「容認発音（Received Pronunciation）」に相当するものと考えられることもある。一般的には、中西部の発音と関連付けられることが多い。
さらに、アメリカ手話（ASL）は、主に聴覚障害者の間で使用され、アメリカ合衆国で独自に発展した言語である。アメリカ合衆国では、英語以外に全土で300以上の言語が話され、ニューヨーク市では最大800の言語が使われている。そのうち約150の言語は先住民の言語で、その他は移民がもたらしたものである。アメリカに移住する人々の多くにとって英語は母語ではないが、英語が広く使われる国からの移民の多くは、英語をすでに話すことができる出来る。これには、英語を第一言語とするカナダ、ジャマイカ、イギリス出身者だけでなく、英語を公用語とするインド、ナイジェリア、フィリピンなどからの移民も含まれる。
2000年の国勢調査によると、アメリカ合衆国には約3,000万人のスペイン語の母語話者がいた。スペイン語はプエルトリコ自治連邦区の公用語であり、主にこの地域で話されているほか、ニューメキシコ州でも公的な地位を持つ。さらに、国内各地にスペイン語を話すコミュニティが点在している。英語とスペイン語の両方を話せる人々は、相手や状況に応じて二つの言語を使い分けることがあり、この現象は「スパングリッシュ（Spanglish）」として知られている。
アメリカ合衆国の先住民言語には、ナバホ語、ユピック語、ダコタ語、アパッチ語などがあり、国内の多くのインディアン居留地やポウワウ（先住民の文化的な祭典）で話されている。また、ハワイ州ではハワイ語が公用語となっており、グアム準州および北マリアナ諸島準州ではチャモロ語、北マリアナ諸島準州ではカロリン語、アメリカ領サモアではサモア語が公用語に指定されている。
| 言語         | 総人口の割合 |
| ------------ | ------------ |
| アメリカ英語 | 78.2%        |
| スペイン語   | 13.4%        |
| 中国語       | 1.1%         |
| その他       | 7.3%         |

## アメリカ料理における文化

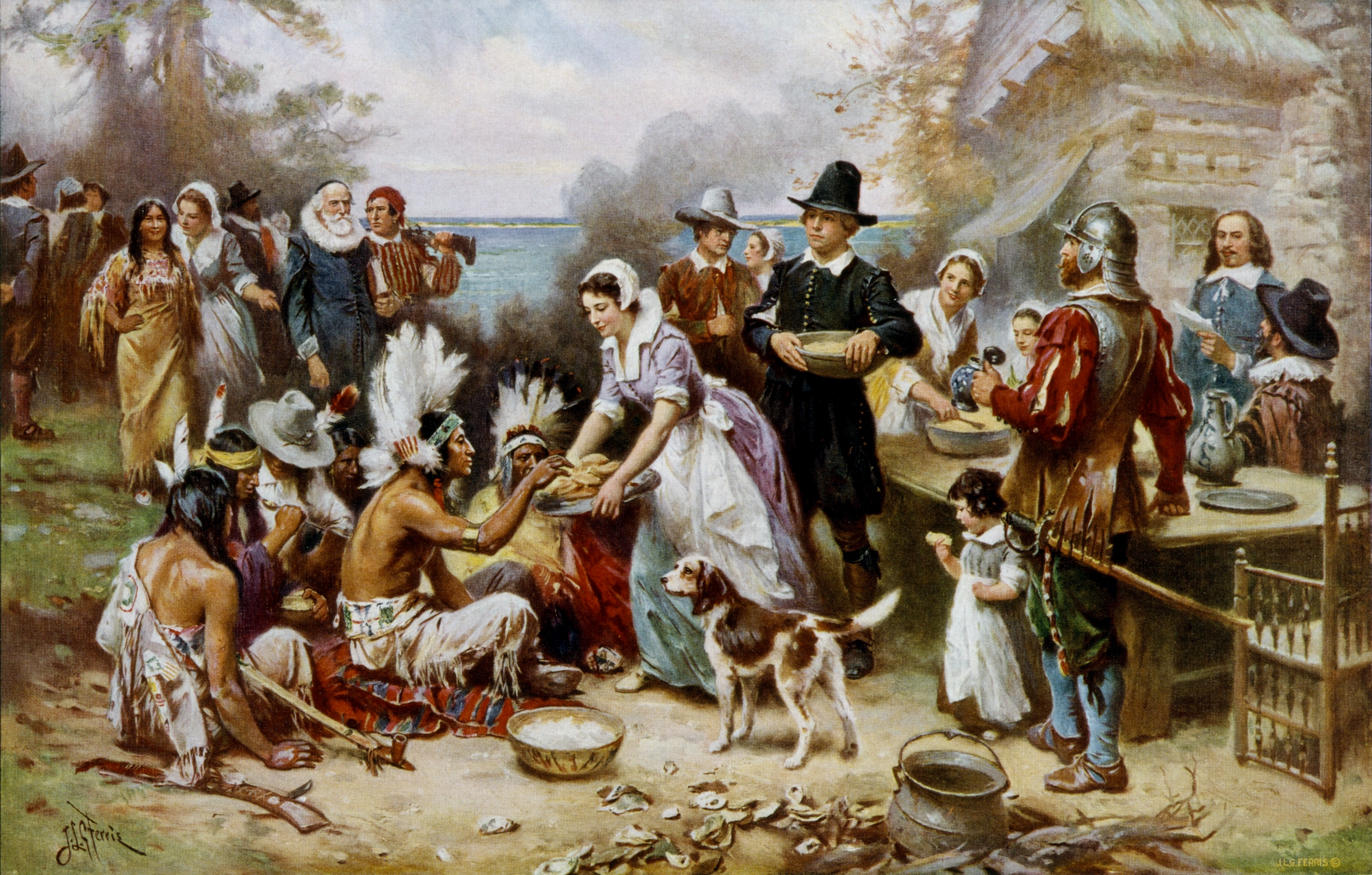
『1621年の最初の感謝祭』（1899年作）この作品は、アメリカ白人がアメリカ先住民の善意に感謝する様子を描き、人種の平等という理念を提唱している。

アメリカの料理は、国の広大な土地、約3億3,000万人の大規模な人口、そして多くの先住民や移民の影響による多様性が特徴である。主流のアメリカ料理は他の西洋諸国の料理に似ているが、小麦やトウモロコシが主要な穀物として使われている。伝統的なアメリカ料理には、七面鳥、ジャガイモ、サツマイモ、トウモロコシ（マイズ）、カボチャ、メープルシロップといった食材が含まれ、これらはアメリカ先住民、初期のヨーロッパ移民、アフリカ系奴隷やその子孫によって取り入れられたものである。
米国を象徴する料理として、アップルパイ、ドーナツ、フライドチキン、ハンバーガー、ホットドッグなどがある。これらは多くが移民のレシピや国内での革新から生まれた。また、フライドポテト、ブリトーやタコスといったメキシコ料理、イタリア由来のパスタやピザの料理なども自由にアメリカ流にアレンジされ、広く親しまれている。
米国家庭で提供される料理の種類は地域や家族の文化的背景によって大きく異なる。最近移住してきた人々は出身国の食文化に近い料理を食べる傾向があるが、これらの料理がアメリカ風にアレンジされた形、たとえばアメリカ風中華料理やアメリカ風イタリア料理として広がることもある。また、大都市では、ベトナム料理、韓国料理、タイ料理といった本格的な各国料理が簡単に手に入る。
ドイツ料理はアメリカ料理、とりわけ中西部料理に大きな影響を与えており、ジャガイモ、ヌードル、ロースト、シチュー、ケーキやペイストリーなどが両国料理の代表的な要素である。ハンバーガー、ポットロースト、ベイクドハム、ホットドッグといった料理は、ドイツ料理に由来するアメリカの代表的な料理の例である。
アメリカ合衆国の各地域にはそれぞれ独自の料理や調理スタイルがある。たとえば、ルイジアナ州やミシシッピ州はケイジャン料理やクレオール料理で知られている。これらの料理はフランス料理、アカディア料理、ハイチ料理の影響を受けているが、それ自体が独創的でユニークなものである。代表的な例には、クローウフィッシュ・エトフェ、レッドビーンズ・アンド・ライス、シーフードまたはチキンのガンボ、ジャンバラヤ、ブーディンがある。
また、イタリア、ドイツ、ハンガリー、中国の影響や、伝統的なネイティブ・アメリカン、カリブ海、メキシコ、ギリシャの料理も、一般的なアメリカ料理に広がっている。たとえば、アメリカ中部の中流家庭では、1週間の夕食としてレストランのピザや手作りピザ、エンチラーダ・コン・カルネ（肉入りエンチラーダ）、チキン・パプリカッシュ、ビーフストロガノフ、ザワークラウト付きブラートヴルストなどを楽しむことが珍しくない。
ソウルフードは、南部のアフリカ系奴隷やその自由になった子孫たちによって発展し、白人南部人が食べる料理とほぼ同じものが多いが、特にアメリカ南部や他の地域に住む多くのアフリカ系アメリカ人の間で人気がある。また、ルイジアナ・クレオール料理、ケイジャン料理、ペンシルベニア・ダッチ料理、テックスメックス料理のような融合料理も、地域的に重要な存在である。
アメリカ人は一般的に紅茶よりもコーヒーを好み、成人の半数以上が毎日1杯以上のコーヒーを飲んでいる。オレンジジュースや牛乳（現在は低脂肪のものが一般的）は、朝食時に欠かせない飲み物として普及しているが、これはアメリカの食品産業のマーケティングによる影響が大きいである。
1980年代から1990年代にかけて、アメリカ人のカロリー摂取量は24％増加した。また、ファストフード店での頻繁な食事が、保健当局が「肥満の流行」と呼ぶ現象に関連付けられている。さらに、砂糖を多く含むソフトドリンクも人気があり、これらの飲料が平均的なアメリカ人の1日のカロリー摂取量の9％を占めている。
アメリカのファストフード業界は、世界で最初に誕生し、いまも最大規模を誇る産業であり、アメリカのマーケティングの優勢を象徴する存在と見なされている。マクドナルド、バーガーキング、ピザハット、ケンタッキーフライドチキン、ドミノ・ピザ、ウェンディーズなどの企業は、世界中に数多くの店舗を展開している。また、これらの企業は1940年代にドライブスルー形式を導入し、この革新的なサービスを先駆けて広めた。

## スポーツにおける文化
19世紀、アメリカの大学では主に学内スポーツ、特に陸上競技に重点を置くことが奨励され、19世紀後半になるとアメリカン・フットボールもその対象となった。20世紀には、体育が初等教育のカリキュラムにも組み込まれるようになった。
野球は、アメリカにおける主要な団体競技の中で最も歴史の古いスポーツである。プロ野球は1869年に始まり、1960年代に至るまで人気を脅かす競技はほとんど存在しなかった。現在では最も人気のあるスポーツとは言えないものの、「国民的娯楽（national pastime）」として今なお親しまれている。
アイスホッケーは、アメリカにおけるプロスポーツの中で4番目の地位を占める。五大湖周辺およびニューイングランド地域では古くから文化の一部として根付いていたが、1990年代初頭以降、全米ホッケーリーグ（NHL）の拡張政策により、アメリカ南部などの地域にも徐々に浸透しはじめた。
サッカーは、特に若年層の間で参加型スポーツとして非常に人気が高く、アメリカ代表チームも国際舞台で一定の競争力を有している。プロリーグであるメジャーリーグサッカー（MLS）は26チームを擁し、3月から10月にかけてシーズンが行われている。今後数年以内にさらに4チームの新規参入が予定されているが、テレビ視聴率や全体的な人気という点では、他のアメリカのプロスポーツには及んでいない。
世界の他の地域と比べると、アメリカ合衆国は女子スポーツの分野で特に高い競技力を示している。この要因としては、男女のスポーツに対する大学の予算配分を平等にすることを義務づけた反差別法「タイトルIX（Title IX）」の存在が広く指摘されている。

## 祝日と祭日

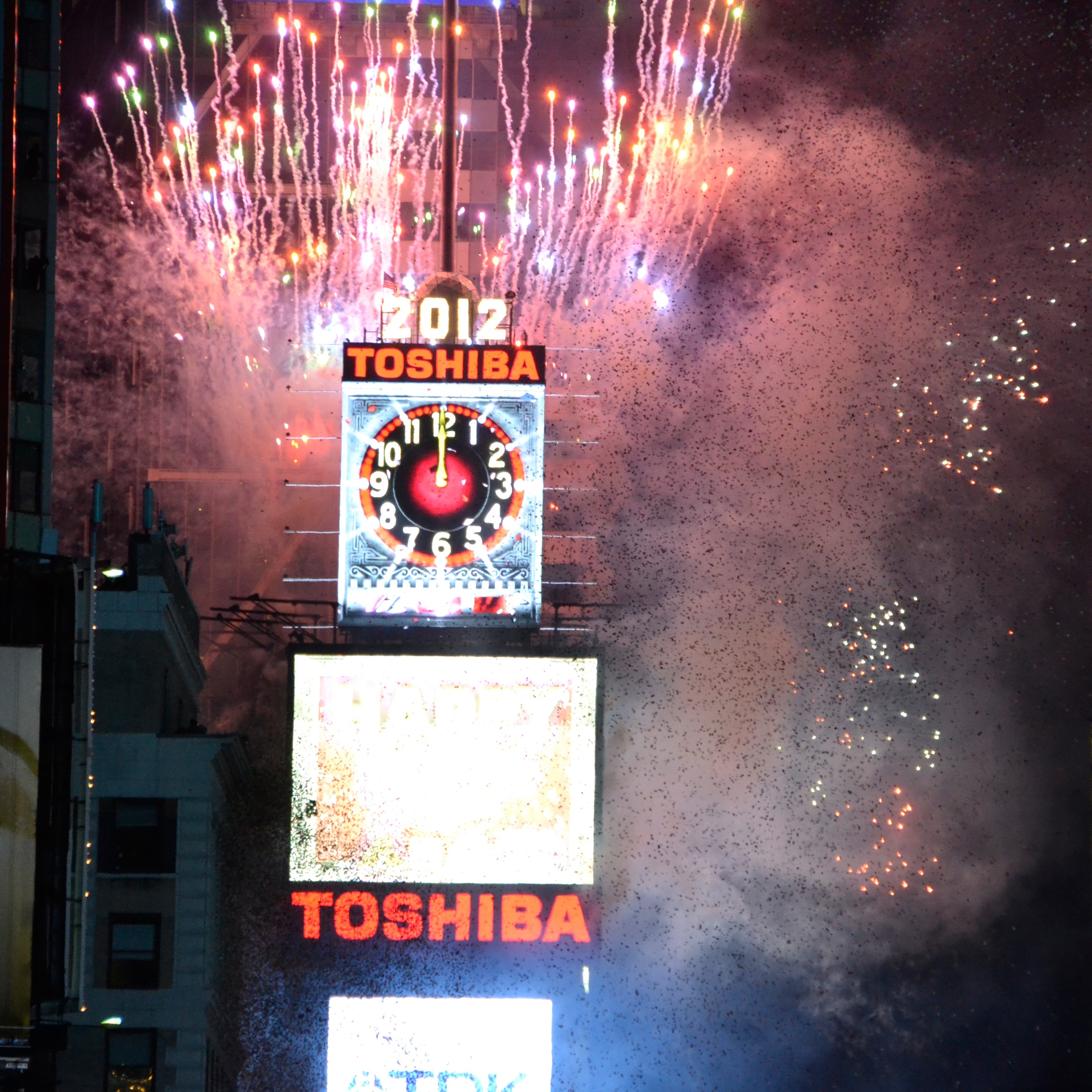
マンハッタンのミッドタウンに位置するタイムズスクエアは、毎年恒例のカウントダウンとボールドロップで知られ、世界で最も有名な新年の祝賀イベントの開催地として広く知られている。

アメリカ合衆国では、建国の歴史やキリスト教の伝統、そして国家的な英雄や指導者に由来する祝日が制定されている。
| 日期            | 正式名称                                         | Remarks |
| --------------- | ------------------------------------------------ | --- |
| 1月1日          | 元日 （New Year's Day）                          | 『グレゴリオ暦』による新年の始まりを祝う祝日。前夜である大晦日には、午前0時の到来をカウントダウンする習慣があり、各地で盛大な行事が行われる。一般的には、これをもってホリデーシーズンの締めくくりとされている。 |
| 1月の第3月曜日  | マーティン・ルーサー・キング・ジュニア生誕記念日 | 黒人平等運動の指導者であるマーティン・ルーサー・キング・ジュニア（1929年1月15日生まれ）の功績を称える祝日であり、幾つかの州ではほかの祝日と合わせて実施されている。 |
| 2月の第3月曜日  | ワシントン生誕記念日                             | 「ワシントン生誕記念日」は、1879年に連邦議会の制定により初めて連邦の祝日として認定された。 その後、1968年の「統一祝日法（Uniform Holidays Act）」によって、記念日は本来の2月22日から2月の第3月曜日へと移動された。 正式な名称は現在も「ワシントンの誕生日」のままであるが、一般には「プレジデンツ・デー（Presidents' Day）」と呼ばれ、歴代アメリカ大統領全体を称える日として広く認識されている。 |
| 5月の最終月曜日 | メモリアル・デー （Memorial Day）                | 南北戦争以降における戦没者を追悼する日とされ、アメリカにおける夏の訪れを告げる非公式な始まりとも位置づけられている。なお、かつては5月30日であったが、「統一祝日法」により現在の形に改められた。 |
| 6月19日         | ジュンティーンス（Juneteenth）                   | アメリカ合衆国における「奴隷解放を祝う日」である。「ジュン（June）」と「ナインティーン（nineteenth）」という言葉が合成された非公式な名称で、1865年6月19日にテキサス州でリンカーン大統領の奴隷解放宣言が遂に施行された日を指す。この日、テキサス州はほかの地域に比べて遅れている。 |
| 7月4日          | 独立記念日 （Independence Day）                  | アメリカ合衆国の独立宣言を祝う日で、別名「7月の第4日」とも呼ばれる。 |
| 9月の第1月曜日  | 労働者の日 （Labor Day）                         | 労働者と労働運動の功績を称え、夏の終わりを unofficial に迎える日である。 |
| 10月の第2月曜日 | コロンブス・デー （Columbus Day）                | この日はアメリカ大陸の伝統的な発見者であるクリストファー・コロンブスを讃える日です。幾つの地域では、イタリア文化や遺産を祝う日でもある。 アラバマ州では「アメリカ先住民遺産の日」および「兄弟愛の日」として祝われている。 サウスダコタ州では「先住民の日」として祝われている。 ハワイでは「発見者の日」として祝われているが、これは正式な州の祝日ではない。                                      |
| 11月11日        | 退役軍人の日 （Veterans Day）                    | アメリカ合衆国の軍人に敬意を表し、伝統的な追悼の儀式として、第一次世界大戦で命を落とした兵士たちを記憶するために午前11時に黙祷を捧げることが行われる。 この儀式は、1918年の休戦協定が「11月11日の11時11分」に結ばれたことを記念するものである。 |
| 11月の第4木曜日 | 感謝祭 （Thanksgiving Day）                      | 伝統的に秋の収穫に感謝を捧げる日とされ、七面鳥のディナーを食べることが一般的である。また、この日を境にホリデーシーズンが始まる。 |
| 12月25日        | Christmas                                        | イエス・キリストの誕生を祝う日である。 |